# Seznam medailistů na letních olympijských hrách v trojskoku
Historický přehled medailistů v trojskoku na letních olympijských hrách:

## Medailisté

### Muži
| Rok  | Místo          | Zlato                     | Výkon vítěze          | Stříbro              | Bronz                   |
| ---- | -------------- | ------------------------- | --------------------- | -------------------- | ----------------------- |
| 1896 | Atény          | James Connolly            | 13,71                 | Alexandre Tuffèri    | Ioannis Persakis        |
| 1900 | Paříž          | Meyer Prinstein           | 14,47                 | James Connolly       | Lewis Sheldon           |
| 1904 | St. Louis      | Meyer Prinstein           | 14,35                 | Frederick Engelhardt | Robert Stangland        |
| 1908 | Londýn         | Timothy Ahearne           | 14,92                 | Garfield MacDonald   | Edvard Larsen           |
| 1912 | Stockholm      | Gustaf Lindblom           | 14,76                 | Georg Åberg          | Erik Almlöf             |
| 1920 | Antverpy       | Vilho Tuulos              | 14,50                 | Folke Jansson        | Erik Almlöf             |
| 1924 | Paříž          | Anthony Winter            | 15,52                 | Luis Brunetto        | Vilho Tuulos            |
| 1928 | Amsterodam     | Mikio Oda                 | 15,21                 | Levi Casey           | Vilho Tuulos            |
| 1932 | Los Angeles    | Čúhei Nambu               | 15,72                 | Erik Svensson        | Kenkichi Oshima         |
| 1936 | Berlín         | Naoto Tadžima             | 16,00                 | Masao Harada         | Jack Metcalfe           |
| 1948 | Londýn         | Arne Åhman                | 15,40                 | George Avery         | Ruhi Sarıalp            |
| 1952 | Helsinky       | Adhemar Ferreira da Silva | 16,22                 | Leonid Ščerbakov     | Arnoldo Devonish        |
| 1956 | Melbourne      | Adhemar Ferreira da Silva | 16,35                 | Vilhjálmur Einarsson | Vitold Krejer           |
| 1960 | Řím            | Józef Szmidt              | 16,81                 | Vladimir Gorjajev    | Vitold Krejer           |
| 1964 | Tokio          | Józef Szmidt              | 16,85                 | Oleg Fjodosejev      | Viktor Kravčenko        |
| 1968 | Mexico City    | Viktor Sanějev            | 17,39                 | Nelson Prudêncio     | Giuseppe Gentile        |
| 1972 | Mnichov        | Viktor Sanějev            | 17,35                 | Jörg Drehmel         | Nelson Prudêncio        |
| 1976 | Montréal       | Viktor Sanějev            | 17,29                 | James Butts          | João Carlos de Oliveira |
| 1980 | Moskva         | Jaak Uudmäe               | 17,35                 | Viktor Sanějev       | João Carlos de Oliveira |
| 1984 | Los Angeles    | Al Joyner                 | 17,26                 | Mike Conley          | Keith Connor            |
| 1988 | Soul           | Christo Markov            | 17,61                 | Igor Lapšin          | Alexandr Kovalenko      |
| 1992 | Barcelona      | Mike Conley               | 18,17 (vítr +2,1 m/s) | Charlie Simpkins     | Frank Rutherford        |
| 1996 | Atlanta        | Kenny Harrison            | 18,09 - OR            | Jonathan Edwards     | Yoelbi Quesada          |
| 2000 | Sydney         | Jonathan Edwards          | 17,71                 | Yoel García          | Děnis Kapustin          |
| 2004 | Atény          | Christian Olsson          | 17,79                 | Marian Oprea         | Danil Burkenja          |
| 2008 | Peking         | Nelson Évora              | 17,67                 | Phillips Idowu       | Leevan Sands            |
| 2012 | Londýn         | Christian Taylor          | 17,81                 | Will Claye           | Fabrizio Donato         |
| 2016 | Rio de Janeiro | Christian Taylor          | 17,86                 | Will Claye           | Tung Pin                |
| 2020 | Tokio          | Pedro Pichardo            | 17,98                 | Zhu Yaming           | Hugues Fabrice Zango    |
| 2024 | Paříž          | Jordan Díaz Fortún        | 17,86                 | Pedro Pichardo       | Andy Díaz               |

## Medailové pořadí zemí
| Pořadí             | Země                                 | Zlato | Stříbro | Bronz | Celkem |
| ------------------ | ------------------------------------ | ----- | ------- | ----- | ------ |
| 1.                 | Spojené státy americké (USA)         | 8     | 8       | 3     | 19     |
| 2.                 | Sovětský svaz (URS)                  | 4     | 5       | 4     | 13     |
| 3.                 | Švédsko (SWE)                        | 3     | 3       | 2     | 8      |
| 4.                 | Velká Británie (GBR)                 | 3     | 3       | 1     | 7      |
| 5.                 | Japonsko (JPN)                       | 3     | 1       | 1     | 5      |
| 6.                 | Brazílie (BRA)                       | 2     | 1       | 3     | 6      |
| 7.                 | Polsko (POL)                         | 2     | 0       | 0     | 2      |
| 8.                 | Portugalsko (POR)                    | 2     | 0       | 0     | 2      |
| 9.                 | Austrálie (AUS)                      | 1     | 1       | 1     | 3      |
| 10.                | Finsko (FIN)                         | 1     | 0       | 2     | 3      |
| 11.                | Bulharsko (BUL)                      | 1     | 0       | 0     | 1      |
| 12.                | Kuba (CUB)                           | 0     | 1       | 1     | 2      |
| 13.                | Čína (CHN)                           | 0     | 1       | 1     | 2      |
| 14.                | Argentina (ARG)                      | 0     | 1       | 0     | 1      |
| 15.                | Kanada (CAN)                         | 0     | 1       | 0     | 1      |
| 16.                | Německá demokratická republika (GDR) | 0     | 1       | 0     | 1      |
| 17.                | Francie (FRA)                        | 0     | 1       | 0     | 1      |
| 18.                | Island (ISL)                         | 0     | 1       | 0     | 1      |
| 19.                | Rumunsko (ROU)                       | 0     | 1       | 0     | 1      |
| 20.                | Itálie (ITA)                         | 0     | 0       | 2     | 2      |
| 21.                | Rusko (RUS)                          | 0     | 0       | 2     | 2      |
| 22.                | Bahamy (BAH)                         | 0     | 0       | 2     | 2      |
| 23.                | Řecko (GRE)                          | 0     | 0       | 1     | 1      |
| 24.                | Norsko (NOR)                         | 0     | 0       | 1     | 1      |
| 25.                | Turecko (TUR)                        | 0     | 0       | 1     | 1      |
| 26.                | Venezuela (VEN)                      | 0     | 0       | 1     | 1      |
| 27.                | Burkina Faso (BUR)                   | 0     | 0       | 1     | 1      |
| Celkem po LOH 2020 | Celkem po LOH 2020                   | 29    | 29      | 29    | 87     |

### Ženy
od roku 1996
| Rok  | Místo          | Zlato                       | Výkon vítěze | Stříbro               | Bronz               |
| ---- | -------------- | --------------------------- | ------------ | --------------------- | ------------------- |
| 1996 | Atlanta        | Inessa Kravecová            | 15,33        | Inna Lasovská         | Šárka Kašpárková    |
| 2000 | Sydney         | Tereza Marinovová           | 15,20        | Taťjana Lebeděvová    | Olena Hovorovová    |
| 2004 | Atény          | Françoise Mbangová Etoneová | 15,20        | Chrysopiji Devedziová | Taťjana Lebeděvová  |
| 2008 | Peking         | Françoise Mbangová Etoneová | 15,39        | Olga Rypakovová       | Yargelis Savigneová |
| 2012 | Londýn         | Olga Rypakovová             | 14,98        | Caterine Ibargüenová  | Olga Saladuchová    |
| 2016 | Rio de Janeiro | Caterine Ibargüenová        | 15,17        | Yulimar Rojasová      | Olga Rypakovová     |
| 2020 | Tokio          | Yulimar Rojasová            | 15,67 - OR   | Patrícia Mamonaová    | Ana Peleteirová     |
| 2024 | Paříž          | Thea LaFondová              | 15,02        | Shanieka Rickettsová  | Jasmine Mooreová    |

## Medailové pořadí zemí
| Pořadí             | Země                         | Zlato | Stříbro | Bronz | Celkem |
| ------------------ | ---------------------------- | ----- | ------- | ----- | ------ |
| 1.                 | Kamerun (CMR)                | 2     | 0       | 0     | 2      |
| 2.                 | Kazachstán (KAZ)             | 1     | 1       | 1     | 3      |
| 3.                 | Kolumbie (COL)               | 1     | 1       | 0     | 2      |
| 3.                 | Venezuela (VEN)              | 1     | 1       | 0     | 2      |
| 5.                 | Ukrajina (UKR)               | 1     | 0       | 2     | 3      |
| 6.                 | Bulharsko (BUL)              | 1     | 0       | 0     | 1      |
| 6.                 | Dominika (DMA)               | 1     | 0       | 0     | 1      |
| 8.                 | Rusko (RUS)                  | 0     | 2       | 1     | 3      |
| 9.                 | Řecko (GRE)                  | 0     | 1       | 0     | 1      |
| 9.                 | Portugalsko (POR)            | 0     | 1       | 0     | 1      |
| 9.                 | Jamajka (JAM)                | 0     | 1       | 0     | 1      |
| 12.                | Kuba (CUB)                   | 0     | 0       | 1     | 1      |
| 12.                | Česko (CZE)                  | 0     | 0       | 1     | 1      |
| 12.                | Španělsko (ESP)              | 0     | 0       | 1     | 1      |
| 12.                | Spojené státy americké (USA) | 0     | 0       | 1     | 1      |
| Celkem po LOH 2024 | Celkem po LOH 2024           | 8     | 8       | 8     | 24     |